# 弗朗克维尔-圣皮埃尔
弗朗克维尔-圣皮埃尔（法語：Franqueville-Saint-Pierre，法語發音：[fʁɑ̃kvil sɛ̃ pjɛʁ]）是法国滨海塞纳省的一个市镇，属于鲁昂区。

## 地理
弗朗克维尔-圣皮埃尔（49°24'4"N, 1°10'48"E）面积8.56 平方千米，位于法国诺曼底大区滨海塞纳省，该省份为法国北部沿海省份，其西部及北部濒大西洋英吉利海峡，东起顺时针与索姆省、瓦兹省、厄尔省和卡爾瓦多斯省接壤。
与弗朗克维尔-圣皮埃尔接壤的市镇（或旧市镇、城区）包括：博斯、贝尔伯夫、勒梅尼勒埃纳尔、蒙曼、圣欧班-塞洛维尔、圣欧班-埃皮奈。

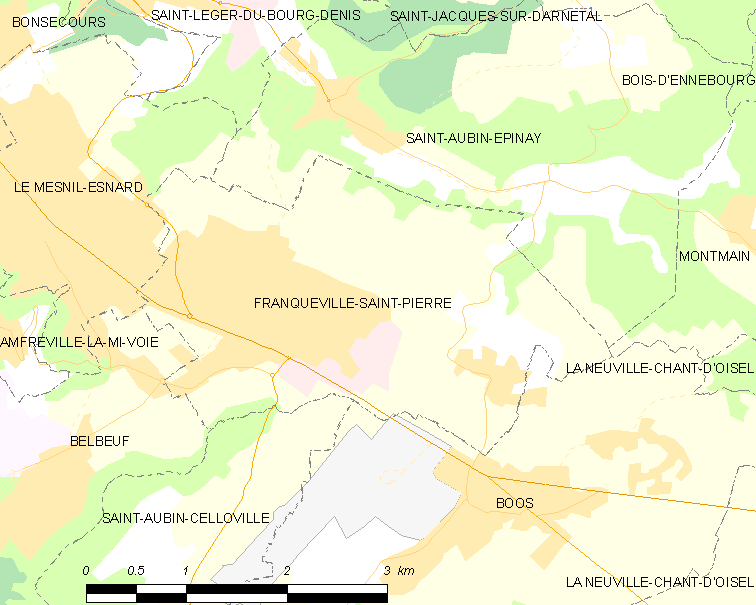
弗朗克维尔-圣皮埃尔的OSM定位图

弗朗克维尔-圣皮埃尔的时区为UTC+01:00、UTC+02:00（夏令时）。

## 行政
弗朗克维尔-圣皮埃尔的邮政编码为76520，INSEE市镇编码为76475。

## 政治
弗朗克维尔-圣皮埃尔所属的省级选区为勒梅尼勒埃纳尔县。

## 人口

1962-2008年间弗朗克维尔-圣皮埃尔人口变化图示

弗朗克维尔-圣皮埃尔于2022年1月1日时的人口数量为6081人。